# Valle Scurosa, Piano di Montelago e Gola di Pioraco
Valle Scurosa, Piano di Montelago e Gola di Pioraco este o arie protejată (arie de protecție specială avifaunistică — SPA) din Italia întinsă pe o suprafață de 5.704 ha, integral pe uscat.

## Localizare
Centrul sitului Valle Scurosa, Piano di Montelago e Gola di Pioraco este situat la coordonatele 43°07′02″N 12°56′17″E / 43.117272°N 12.938154°E.

## Înființare
Situl Valle Scurosa, Piano di Montelago e Gola di Pioraco a fost declarat arie de protecție specială avifaunistică în martie 2003 pentru a proteja 1 specie de plante și 12 specii de animale.

## Biodiversitate
Situată în ecoregiunea continentală, aria protejată conține 15 habitate naturale: Păduri de fag din Apenini cu Taxus și Ilex, Păduri ilirice de stejar și carpen (Erythronio-Carpinion), Pajiști carstice calcaroase sau bazofile, de Alysso-Sedion albi, Păduri de stejar alb estice, Pajiști alpine și subalpine calcaroase, Pajiști uscate seminaturale și facies de acoperire cu tufișuri pe substraturi calcaroase (Festuco-Brometalia) (* situri importante pentru orhidee), Pseudostepă cu ierburi și specii anuale de Thero-Brachypodietea, Pante stâncoase calcaroase cu vegetație casmofită, Galerii de Salix alba și de Populus alba, Lande oro-mediteraneene cu formațiuni endemice de grozamă, Păduri de Quercus ilex și Quercus rotundifolia, Liziere de ierburi înalte hidrofile de câmpie și de nivel montan până la alpin, Formațiuni de Juniperus communis pe lande sau pajiști calcaroase, Formațiuni stabile xerotermofile de Buxus sempervirens pe pante stâncoase (Berberidion p.p.), Râuri de munte și vegetația lor lemnoasă cu Salix elaeagnos.
La baza desemnării sitului se află mai multe specii protejate:
- plante (1): Himantoglossum adriaticum
- păsări (12): uliu porumbar (Accipiter gentilis), potârnichea de stâncă (Alectoris graeca saxatilis), fâsă-de-câmp (Anthus campestris), acvilă de munte (Aquila chrysaetos), caprimulg (Caprimulgus europaeus), erete cenușiu (Circus pygargus), presură de grădină (Emberiza hortulana), Falco biarmicus, șoim călător (Falco peregrinus), sfrâncioc roșiatic (Lanius collurio), ciocârlie de pădure (Lullula arborea), viespar (Pernis apivorus)